# یواس‌اس هانا (دی‌ئی-۴۴۹)
یواس‌اس هانا (دی‌ئی-۴۴۹) (به انگلیسی: USS Hanna (DE-449)) یک کشتی بود که طول آن ۳۰۶ فوت (۹۳ متر) بود. این کشتی در سال ۱۹۴۴ ساخته شد.